# N'Kob
N'Kob (àrab: انقوب, Inqūb; amazic: ⵏⵇⵯⴱ) és una comuna rural de la província de Zagora, a la regió de Drâa-Tafilalet, al Marroc. Segons el cens de 2014 tenia una població total de 7.209 persones.